# Peio Aldazábal Bardají
Peio Aldazábal Bardají (Sant Sebastià, 24 d'agost de 1949) és un cineasta guipuscoà.
Va estudiar mestratge industrial a Sant Sebastià i Errenteria, però el 1967 es va vincular al Cine-Club Loyola de Sant Sebastià i decidí dedicar-se al cinema. Des del 1969 treballà com a operador de cinematògraf per SADE de Sant Sebastià. L’1 de maig del 1978 esdevingué membre fundador de la Filmoteca Basca juntament amb Juan José Almuedo, José Luis Basoco, Néstor Basterretxea i José Manuel Gorospe i el 1981 membre del comitè de selecció del Festival Internacional de Cinema de Sant Sebastià, al qual es mantindrà vinculat durant molts anys. El 1983 es va incorporar al Departament de Programes Aliens d'Euskal Telebista, i el 1985 a la Comissió de Valoració de projectes cinematogràfics del Departament de Cultura del Govern Basc.
L’1 de març del 1989 fou nomenat director de la Filmoteca Basca, càrrec que mantindrà fins a la seva jubilació el 31 d’agost de 2009.De l’1 de febrer al 31 de desembre de 1990 fou director del Festival Internacional de Cinema de Sant Sebastià i el 1997 fou president del Jurat Internacional de la 39a edició de la Zinebi.